# Arturo Toscanini
Arturo Toscanini (Parma, 25 de Março de 1867 – Manhattan, 16 de Janeiro de 1957) foi um maestro italiano. Um dos mais aclamados músicos do século XIX e XX, ele foi renomado pela sua brilhante intensidade, seu inquieto perfeccionismo, seu fenomenal ouvido para detalhes e sonoridade da orquestra e sua memória fotográfica. Ele é especialmente considerado um competente intérprete das obras de Giuseppe Verdi, Ludwig van Beethoven, Johannes Brahms e Richard Wagner.

## Biografia
Toscanini nasceu em Parma e conquistou uma bolsa para o conservatório musical local, onde estudou violoncelo. Ingressou na orquestra de uma companhia de ópera, com a qual fez turnê para a América do Sul em 1886. Enquanto apresentava Aida, na sua turnê pelo Rio de Janeiro em 1886, Leopoldo Miguez, o condutor local, atingiu o ápice de uma escalada de conflito com os músicos, devido ao seu trabalho bastante pobre, a tal ponto que os cantores entraram em greve, forçando o empresário da companhia a procurar um maestro substituto. O maestro Aristide Venturi foi chamado, mas não foi aceito pelo público. Então, de última hora, os músicos sugeriram que Toscanini regesse a orquestra.  Assim, às 21h15, ele tomou a batuta e conduziu duas horas e meia de ópera apenas de memória. O público foi tomado de surpresa, num primeiro momento, pela juventude deste desconhecido maestro, e em seguida, pela sua sólida mestria. O resultado foi uma aclamação surpreendente. Toscanini conduziu dezoito óperas até o fim da temporada. Começou, assim, sua carreira de maestro, aos dezenove anos de idade.
Ao retornar à Itália, Toscanini voltou para sua cadeira na secção dos violoncelos e participou como violoncelista na estreia mundial de Otello (Verdi) no La Scala no ano de 1887, sob a supervisão do compositor. Verdi ficou impressionado com Toscanini, principalmente quando ele foi consultar Verdi sobre uma pontuação na partitura. Gradualmente a reputação do jovem músico como um maestro começou a se firmar. Na década seguinte ele consolidou sua carreira na Itália, nas estreias mundiais de La Bohème (Giacomo Puccini) e Pagliacci (Ruggiero Leoncavallo). Em 1896 Toscanini conduziu seu primeiro concerto sinfônico (em Turim, com obras de Schubert, Brahms, Tchaikovsky e Wagner). Em 1898  foi o maestro residente no La Scala, permanecendo lá até 1908, voltando para este posto na década de 1920. Ele levou a Orquestra do La Scala para os Estados Unidos em uma turnê em 1920/21, onde fez sua primeira gravação.
Foi o pai de Wanda Toscanini, e esta casou com Vladimir Horowitz um dos melhores pianistas do século XX.

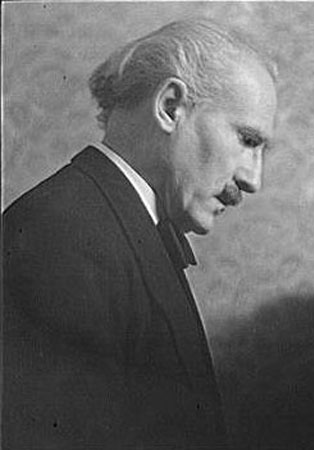
Toscanini

## Reconhecimento Internacional
Fora da Europa, ele conduziu no Metropolitan Opera em Nova Iorque (1908 - 1915) bem como a Orquestra Filarmônica de Nova Iorque (1926 - 1936). Toscanini percorreu a Europa com a Filarmônica de Nova Iorque em 1930, ele e os músicos foram aclamados pela crítica e público. Toscanini foi também o primeiro maestro não alemão a aparecer em Bayreuth (1930 - 1931) e a orquestra Filarmônica de Nova Iorque foi a primeira orquestra não alemã a tocar ali. Na década de 1930 ele se apresentou no Festival de Salzburgo (1934 - 1937) e em 1936 ele conduziu o concerto inaugural da Orquestra Sinfônica da Palestina (que passou a ser Orquestra Filarmônica de Israel) em Tel Aviv, se apresentando com ela em Jerusalém , Haifa, Cairo e Alexandria.

## Oposição ao Governo Fascista Italiano
Em 1919, Toscanini concorreu, sem êxito, como um parlamentar fascista em Milão. Ele tinha sido chamado de "O maior condutor do mundo" pelo líder fascista Benito Mussolini. No entanto, ele tornou-se desiludido com o fascismo e repetidamente desafiou o ditador italiano após sua subida ao poder, em 1922. Ele recusou-se a saudar a fotografia de Mussolini ou a conduzir o hino fascista. Ele falou para um amigo "Se eu fosse capaz de matar um homem, eu mataria Mussolini".
No concerto em memoria ao compositor italiano Giuseppe Martucci, no dia 14 de Maio de 1931, no Teatro Comunale em Bologna, foi ordenado a Toscanini que executasse a Giovinezza, pois o ministro dos negócios exteriores fascista estava presente. O maestro, no entanto se recusou. Mussolini tinha grampeado o telefone de Toscanini e colocou-o sob constante vigilância e retirou seu passaporte. O passaporte foi devolvido somente após o clamor mundial para o tratamento de Toscanini. Ele ficou fora da Itália até 1938.

## Orquestra Sinfônica NBC
Toscanini voltou para os Estados Unidos, onde em 1937 tinha sido criada a Orquestra Sinfônica NBC. Ele conduziu o seu primeiro concerto com a orquestra dia 25 de Dezembro de 1937, no estúdio 8-H da NBC, no Centro Rockefeller de Nova Iorque. A acústica do estúdio era muito seca; algumas remodelações em 1939, onde foi acrescentado um pouco mais de reverberação.
Toscanini foi criticado muitas vezes por não conduzir músicas estado-unidenses, no entanto, em 5 de Novembro de 1938 ele conduziu a estreia mundial de dois trabalhos orquestrais de Samuel Barber. Em 1945 ele conduziu a orquestra em gravações no Carnegie Hall. Nesse período ele gravou obras de John Philip Sousa, Howard Hanson, Bernard Wagenaar, Abram Chasins, Aaron Copland, Samuel Barber e George Gershwin.
Em 1940 Toscanini fez uma turnê com a orquestra pela América do Sul. Mais tarde naquele ano, ele teve desentendimentos com a gestão da NBC. Então no dia 10 de Março ele escreveu uma carta aos gestores, alegando que queria "retirar-se da cena de uma arte militante" e assim recusou a assinar um novo contrato. Então Leopold Stokowski assinou um contrato de 3 anos com a orquestra. Toscanini sofreu uma mudança e acabou voltando à orquestra, tomando o controle total em 1944.
Uma das transmissões mais notáveis aconteceu em Julho de 1942, quando Toscanini conduziu a estreia estado-unidense da Sinfonia N.º 7 de Shostakovich. Em 1950 Toscanini conduziu a orquestra em uma extensa turnê transcontinental.
No dia 4 de Abril de 1954, no Carnegie Hall, Toscanini sofreu de um lapso de memória, alegadamente causados por um ataque isquêmico transitório. Depois disso ele nunca mais realizou concertos em público. Toscanini tinha 87 anos quando se aposentou. Após sua aposentadoria a Sinfónica NBC foi reorganizada como a Sinfónica do Ar, até que foi dissolvida em 1963.

## Anos Finais
Com a ajuda do seu filho Walter, Toscanini passou seus últimos anos editando fitas e transcrições de seus desempenhos com a Sinfônica NBC.
Toscanini morreu com 89 anos de idade, devido a um acidente vascular cerebral em sua casa, em Riverdale na Cidade de Nova Iorque no dia 16 de Janeiro de 1957. Seu corpo retornou a Itália e foi enterrado no Cemitério Monumental em Milão. Em seu testamento, ele deixou sua batuta para a sua protegida, a soprano Herva Nelli. Toscanini foi postumamente premiado com o Grammy Lifetime Achievement Award em 1987.

## Família
Toscanini casou com Carla de Martini em 21 de Junho de 1897, quando ela ainda não tinha completado vinte anos de idade. O seu primeiro filho, Walter, nasceu dia 19 de Março de 1898. Uma filha, Wally, nasceu dia 6 de Janeiro de 1900. Carla também deu à luz um menino, Giorgio, em Setembro de 1901, mas ele acabou morrendo de difteria dia 10 de Junho de 1906. Então, naquele mesmo ano, Carla deu à luz sua segunda filha, Wanda.
Apesar das infidelidades de Toscanini, comprovadas em cartas, ele permaneceu casado com Carla até a morte dela, dia 23 de junho de 1951.

## Inovações
No La Scala, ele tinha o que era o mais moderno sistema de iluminação cênica, que foi instalado em 1901 e também um fosso orquestral, instalado em 1907. Toscanini insistia que as performances tinham que ser escurecidas.
Toscanini favoreceu a tradição orquestral em que os primeiros violinos e os violoncelos ficam à esquerda, as violas à direita e os segundos violinos na extremidade da direita, no fosso orquestral.

## Estreias
Toscanini conduziu estreias mundiais de muitas óperas (incluindo Pagliacci, La Bohème, La Fanciulla del West e Turandot). As suas estreias, com locais e datas, foram:
- Pagliacci (Ruggiero Leoncavallo) - Milão, 21 de maio, 1892
- Guglielmo Swarten (Gnaga) - Roma, 15 de novembro, 1892
- Savitri (Natale Canti) - Bolonha, 1 de decembro, 1894
- Emma Liona (Antonio Lozzi) - Veneza, 24 de Maio, 1895
- La Bohème (Giacomo Pucci)ni - Turim, 1 de fevereiro, 1896
- Forza d'Amore (Arturo Buzzi-Peccia) - Turim, 6 de março, 1897
- La Camargo (Enrico de Leva) - Turim, 2 de março, 1898
- Anton (Cesare Galeotii) - Milão, 17 de dezembro, 1900
- Zaza (Leoncavallo) - Milão, 10 de novembro, 1900
- Le Maschere (Pietro Mascagni) - Milão, 17 de janeiro, 1901
- Mosè (Don Lorenzo Perosi) - Milão, 16 de novembro, 1901
- Germania (Alberto Franchetti) - Milão, 11 de março, 1902
- Oceana (Antonio Smareglia) - Milão, 22 de janeiro, 1903
- Cassandra (Vittorio Gnecchi) - Bolonha, 5 de dezembro, 1905
- Gloria (Francesco Cilea) - Milão, 15 de abril, 1907
- La Fanciulla del West (Puccini) - Nova Iorque, 10 de dezembro, 1910
- Madame Sans-Gène (Umberto Giordano - Nova Iorque, 25 de janeiro, 1915
- Debora e Jaele by Ildebrando Pizzetti) - Milão, 16 de dezembro, 1922
- Nerone (Arrigo Boito - acabada por Toscanini e Vincenzo Tommasini) - Milão, 1 de maio, 1924
- La Cena delle Beffe (Giordano) - Milão, 20 de december, 1924
- I Cavalieri di Ekebu (Riccardo Zandonai) - Milão, 7 de março, 1925
- Turandot (Puccini) - Milão, 25 de abril, 1926
- Fra Gherado (Pizzetti) - Milão, 16 de maio, 1928
- Il Re (Giordano) - Milão, 12 de janeiro, 1929
- Adagio for Strings and First Essay for Orchestra (Samuel Barber) - Orquestra Sinfónica da NBC, Nova Iorque, 5 de novembro, 1938
- Western Suite (Elie Siegmeister) - Orquestra Sinfónica da NBC, Nova Iorque, novembro de 1945.

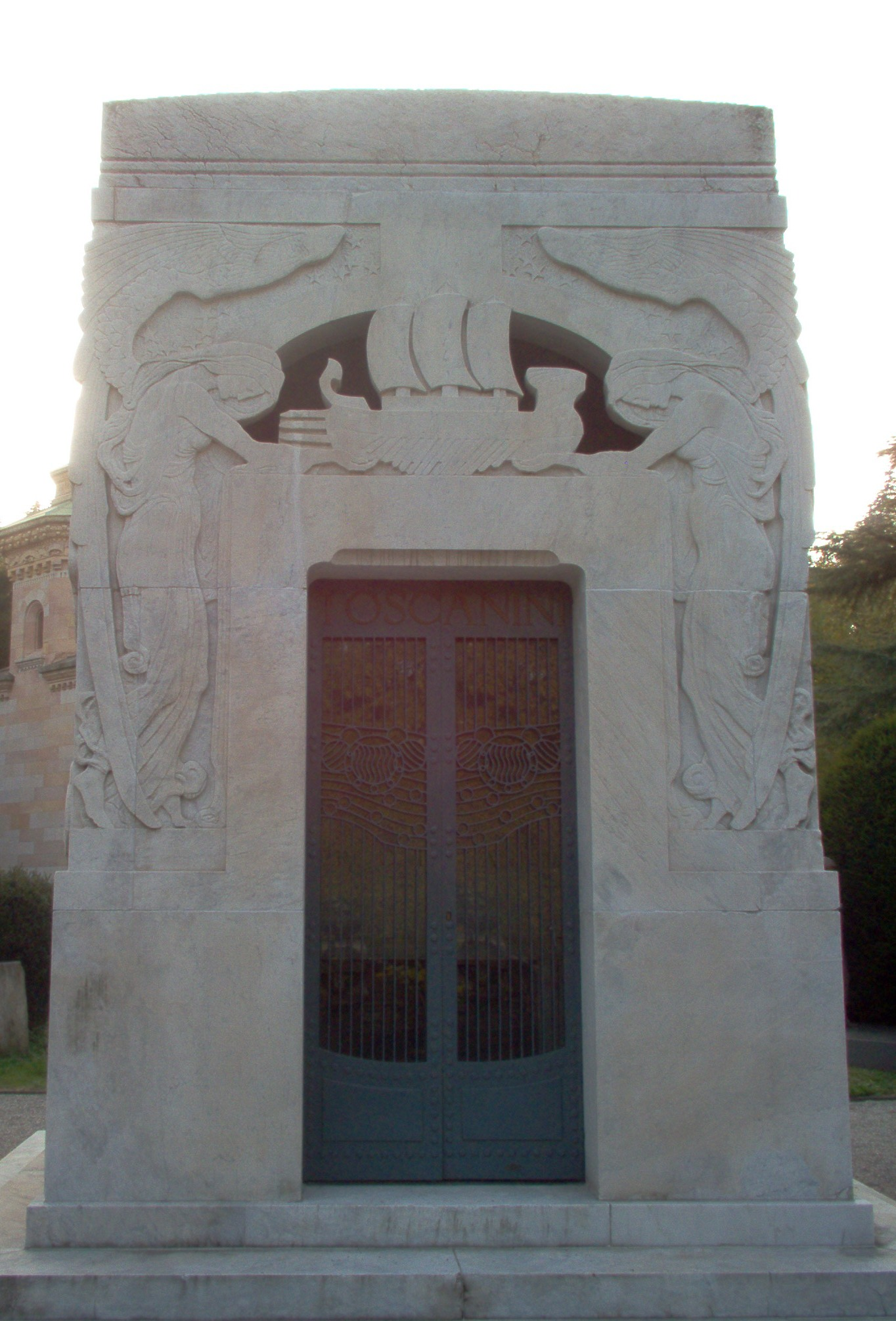
Tumba de Arturo Toscanini

## Especialidades
Toscanini era especialista em performances de Beethoven, Brahms, Wagner, Richard Strauss, Debussy, Rossini, Verdi, Arrigo Boito e Puccini. Ele fez muitas gravações de obras desses compositores.

## Gravações
As gravações de Toscanini são (em inglês):
- Beethoven, Symphony No. 3 "Eroica" (1953; também gravações de 1939 e 1949)
- Beethoven, Symphony No. 6 "Pastoral" (1952)
- Beethoven, Symphony No. 7 (1936, Orquestra Filarmônica de Nova York)
- Beethoven, Symphony No. 9 (1952 e 1938)
- Beethoven, Missa Solemnis, (1940 NBC broadcast)
- Berlioz, Roméo et Juliette (1947 NBC broadcast)
- Brahms, Symphony No. 1 (1940)
- Brahms, Symphony No. 2 (transmissão 1952 e fevereiro de 1948)
- Brahms, Symphony No. 4 (transmissão de 1951 e 1948)
- Brahms, Four Symphonies, Tragic Overture and Haydn Variations, 1952, Philharmonia Orchestra, Londres (suas únicas aparições com aquela orquestra, produzida por Walter Legge).
- Debussy, La Mer (transmissão de 1950 e 1940)
- Dvořák, Symphony No. 9 "From the New World" (1953)
- Haydn, The Seasons (1951)
- Mendelssohn, Incidental Music from A Midsummer Night's Dream, (NBC 1947, versões de estúdio e transmissão; Filadélfia 1941); Scherzo, Orquestra Filarmônica de Nova York, (1929)
- Mendelssohn, Symphony No. 4 "Italian", (1954, existe em duas versões: uma aprovada por Toscanini com trechos dos ensaios, e a transmissão inédita)
- Mendelssohn, Symphony No. 5 "Reformation", (1953)
- Puccini, La bohème (1946 broadcast)
- Mozart, Die Zauberflöte (1937, Salzburg Festival)
- Mozart, Requiem in D Minor K.626 (1950)
- Schubert, Symphony No. 9 (Philadelphia, 1941; NBC 1947 e1953)
- Tchaikovsky, Piano concerto No. 1 in B flat minor, Op. 23, Vladimir Horowitz e NBC Symphony, (gravação ao vivo do concerto beneficente War Bonds de 25 de abril de 1943 no Carnegie Hall, lançado pela primeira vez em 1959 como LP RCA Red Seal RB-16190)
- Verdi, Requiem (Transmissão da NBC em 1940; e 1951 gravação em estúdio)
- Verdi, Un ballo in maschera (Transmissão da NBC de 1954)
- Verdi, Falstaff (1937, Festival de Salzburgo com som restaurado pela editora Andante; Transmissão da NBC de 1950)
- Verdi, Rigoletto (Ato IV apenas, 1944; do show beneficente da Cruz Vermelha da Segunda Guerra Mundial realizado no Madison Square Garden, com as forças combinadas da Orquestra Filarmônica de Nova York e a NBC Symphony)
- Verdi, Otello (Transmissão da NBC de 1947)
- Wagner, Die Meistersinger von Nürnberg (1937, Festival de Salzburgo; gravação original de som em filme Selenophone)